# Rodrigo Wainraihgt
Rodrigo Javier Wainraihgt Galilea (Puerto Montt, 23 de octubre de 1978) es un abogado y político chileno. Desde 2024 es el alcalde de Puerto Montt.
Ejerció como concejal de la comuna de Puerto Montt entre 2016 y 2018, Seremi de Vivienda y Urbanismo en la Región de Los Lagos entre 2018 y 2019 y consejero regional de Los Lagos entre 2022 y 2023. Fue elegido como alcalde de su ciudad natal en las elecciones municipales de 2024.

## Juventud
Rodrigo Wainraihgt creció en Puerto Montt, específicamente en la calle Varas, donde su hogar se encontraba sobre la zapatería "El Sol". [cita requerida]
Hijo de un veterinario. [cita requerida]

## Trayectoria

### Estudios
Cursó la enseñanza básica y media en el Colegio San Francisco Javier de Puerto Montt, egresando en 1996. Desde 1997 hasta 2002 estudió derecho en la Universidad Gabriela Mistral, titulándose como abogado en 2005. En ese mismo año inició estudios de posgrado en la Universidad Complutense de Madrid, obteniendo un máster en Derecho Medioambiental. Cuenta también con un diplomado en Reforma Tributaria de la Universidad de Chile.

### Trayectoria mediática
Wainraihgt tuvo un breve paso por la televisión chilena tras ganar notoriedad por su relación con la modelo Pamela Díaz. A fines de 2011 participó como coanimador del late show Sin Dios ni late de Zona Latina junto a Vasco Moulian. También fue participante en el reality show Pareja perfecta de Canal 13, emitido en 2012. Posteriormente participó en programas de farándula como SQP y Alfombra roja hasta su alejamiento definitivo de la televisión en 2014, tras lo cual retornó a la región de Los Lagos.

### Trayectoria política
Se presentó como candidato a concejal por Puerto Montt en las elecciones municipales de 2016, representando a Renovación Nacional, resultando electo con el 6,52% de la votación. Se mantuvo en el cargo durante 1 año 3 meses y 12 días, hasta el 18 de marzo de 2018, ya que al día siguiente, 19 de marzo de 2018, toma el cargo de Seremi de Vivienda y Urbanismo de la Región de Los Lagos.Ejerce este puesto por 1 año 7 meses y 5 días, hasta el 24 de octubre de 2019, que presentó su renuncia a dicho cargo por «motivos personales».
Tras esta renuncia, fue considerado como un eventual candidato a gobernador regional de Los Lagos, pero finalmente su partido Renovación Nacional lo presentó como candidato a alcalde de Puerto Montt para las elecciones municipales de 2021, con el respaldo de los otros partidos de la coalición de derecha Chile Vamos, en las que fue derrotado por el entonces alcalde de la comuna, Gervoy Paredes, militante del Partido Socialista.
A fines de 2021, Wainraihgt anunció su candidatura para las elecciones de consejeros regionales, por la provincia de Llanquihue, en donde resultó elegido. Asume el cargo el 11 de marzo de 2022 y luego de permanecer 1 año 7 meses y 15 días en ejercicio renunció al cargo el 26 de octubre de 2023, tras lo cual fue considerado nuevamente como posible candidato a alcalde o gobernador regional.
En las elecciones municipales de Chile de 2024 nuevamente fue el candidato de Chile Vamos a la alcaldía de Puerto Montt, en donde resultó electo con el 57,78% de los votos.
En el año 2025 fue fuertemente criticado por su participación en "MuniWorld 2025", conferencia que se llevó a cabo en Israel 

## Vida personal
Desde 2013 mantiene una relación con la exchica reality Dominique Gallego, con quien tiene dos hijas: Vicenta y Amalia. Además, mantiene un estrecho vínculo con Martín, hijo de Dominique Gallego fruto de una relación anterior.

## Historial electoral
| Año  | Tipo                  | Tipo                  | Territorio              | Pacto       | Partido | Votos  | %     | Resultado          |
| ---- | --------------------- | --------------------- | ----------------------- | ----------- | ------- | ------ | ----- | ------------------ |
| 2016 | Municipales           | Concejales            | Puerto Montt            | Chile Vamos | RN      | 2541   | –     | Concejal           |
| 2021 | Municipales           | Alcalde               | Puerto Montt            | Chile Vamos | RN      | 33 473 | 47.74 | No electo          |
| 2021 | Consejeros regionales | Consejeros regionales | Provincia de Llanquihue | Chile Vamos | RN      | 19 715 | –     | Consejero regional |
| 2024 | Municipales           | Alcalde               | Puerto Montt            | Chile Vamos | RN      | 89 613 | 57.78 | Alcalde            |